# Derris denudata
Derris denudata är en ärtväxtart som först beskrevs av George Bentham, och fick sitt nu gällande namn av Adolpho Ducke. Derris denudata ingår i släktet Derris och familjen ärtväxter. Inga underarter finns listade i Catalogue of Life.